# Åbo spårvägar

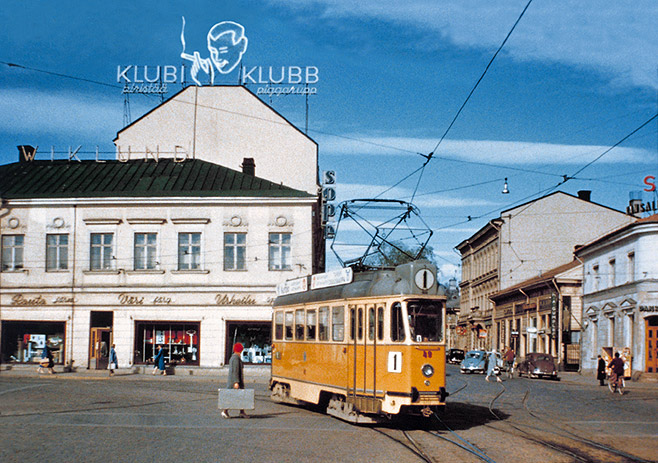
Spårvagn nr 49 av typ Valmet RM 2 på linje 1 på Salutorget i Åbo 1959. Spårvagnen vände åt sydöst från Köpmansgatan och in på Eriksgatan.

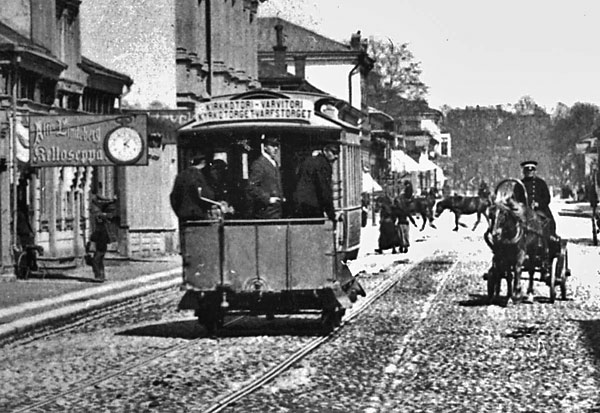
Hästspårvagn i Åbo, 1890

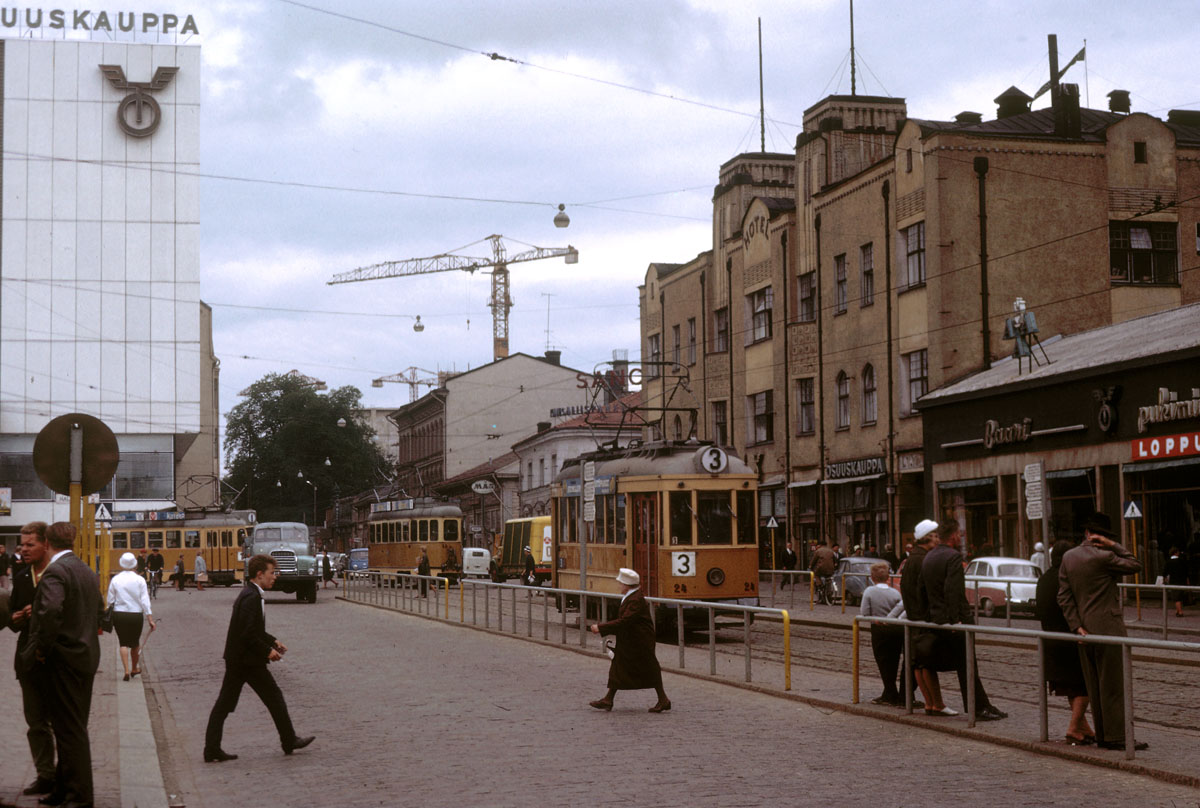
Spårvagnar i Åbo

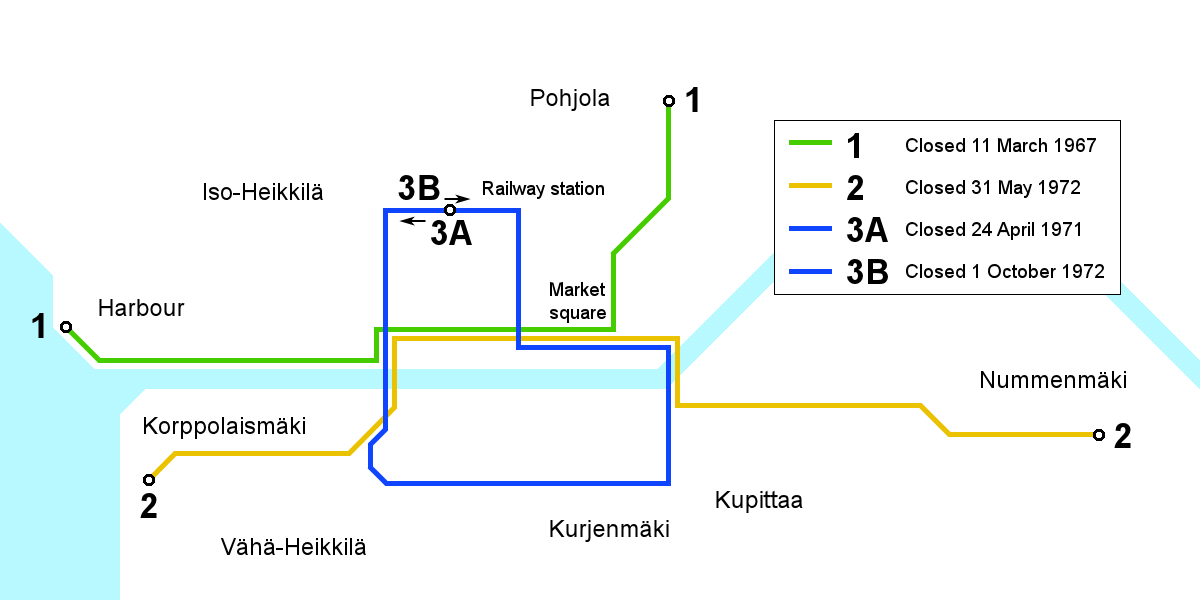
Spårvägskarta 1956–1971

Åbo spårvägar (finska: Turun raitioliikenne) var ett spårvägsnät iÅbo. Det var en hästspårväg 1890–1892 och en elektrisk spårväg 1908–1972. I december 2009 fattade stadsfullmäktige i Åbo beslut om att bygga en snabbspårväg (finska: pikaraitiotie) efter en övergångsfas med stombussar.

## Hästspårvägen
År 1889 sökte Spårvägsaktiebolaget i Åbo under ledning av greve August Armfelt om tillstånd för att bygga en hästdragen spårväg i Åbo. Kommunfullmäktige såg positivt på ansökan, och redan den 4 april 1890 öppnade bolaget en spårvagnslinje mellan Åbo slott och stadskärnan. Det var den första spårvägen i Finland, som då var ryskt storfurstendöme. Spårvidden var normalspåriga 1435 mm, snarare än 1524 mm som är standard för järnvägar i Ryssland och Finland eller 1000 mm som alla senare finländska spårvägar har haft. Trots att passagerarantalet var relativt högt, stängdes spårvägen redan 31 oktober 1892, på grund av höga underhållskostnader. De fem spårvagnarna såldes år 1894 till Stockholms Nya Spårvägsaktiebolag.

## Den elektriska spårvägen
År 1908 öppnade en meterspårig elektrisk spårväg i Åbo. Den var i drift till 1972.
Spårvägen byggdes, drevs och ägdes av AEG till 1919 då Åbo stad tog över. En av linjerna gick från   salutorget till hamnen.

## Framtid
Det finns långt framskridna planer på en snabbspårväg i Åbo; stadsfullmäktige fattade ett principbeslut om byggandet den 15 december 2009. I ett första skede kommer man att satsa på ett system av stombussar.
Möjligheten att bygga spårväg i Åbo och de närliggande städerna har diskuterats sedan 1990-talet. Den 4 december 2000 beställde Åbos stadsfullmäktige en utredning om ett eventuellt byggande av en spårväg i staden för att ersätta de mest populära bussförbindelserna, som redan kör på maximal kapacitet. Studien avslutades år 2002. I utredningen rekommenderas inrättandet av en spårväg med spårvidden 1524 mm, för att möjliggöra användning av järnvägsspår i delar av systemet. Två huvudlinjer föreslås i utredningen, en med linjesträckning Nådendal-Reso-Åbo-S:t Karins och en annan med sträckningen Runosbacken-Åbo centrum-Kråkkärret. Kostnaden för det föreslagna systemet beräknades vid tiden för studiens färdigställande till över € 320 miljoner.
Under 2008 beställde Åbo en mer detaljerad utredning av hur kollektivtrafiken skulle utvecklas i regionen, med en jämförelse mellan spårväg och bussbaserade alternativ. Målet är att presentera en lösning för att skapa ett effektivt, attraktivt och enhetligt kollektivtrafiksystem för Åbo och de närliggande städerna. En delrapport för denna studie var klar i december 2008, som rekommenderade en något annorlunda spårväg jämfört med 2002 års studie. I 2008 års studie övergavs linjen till Nådendal, medan ett mer omfattande nätverk inom centrala Åbo föreslogs, inklusive ett återskapande av spår som hade använts av den gamla spårvägen.
I 2008 års rapport rekommenderas att spårvägsnätet ska byggas i två faser: Fas ett skulle slutföras till 2020 och skulle omfatta linjerna Runosbacken-Majakkaranta (i Korppolaismäki) och Kråkkärret-Åbo centralstation. Den totala längden på dessa linjer skulle vara 17,7 km. 
Fas två skulle genomföras efter 2020, vilket sammanföll med nya bostäder i Reso och S:t Karins, och skulle omfatta en tredje linje: S:t Karins-Åbo centrum-Reso och en förlängning av linjen Kråkkärret-Åbo centralstation till Åbo hamn. Efter utbyggnad av fas två, skulle systemets totala längd vara 37,7 km. Eftersom det nya förslaget inte utnyttjade några järnvägssträckor föreslogs både 1435 mm och 1524 mm spårvidd, av vilka 1435 mm ansågs vara det mest fördelaktiga valet.
Den slutliga rapporten om den framtida utvecklingen av kollektivtrafiken i Åbo levererades i april 2009. På grundval av denna rapport beslutade stadsfullmäktige i Åbo den 15 december 2009 att på kort sikt införa stombussar i kollektivtrafiken, och på längre sikt studera trådbussar samt omvandla de mest trafikerade centrala stombusslinjerna till spårvägar.
Det har inte hänt så mycket 2009-2015 men beslutet står fast, och i maj 2012 beslutade Åbo och Tammerfors att samarbeta om planläggning. Efter att utredningen diskuterats under 2014-2015 beslutade man i december 2015 att utreda ett alternativ med superbussar.